# Зенгфельдер, Кристиан
Кристиан Зенгфельдер (нем. ; 28 февраля 1995, Леверкузен, Германия) — немецкий профессиональный баскетболист. Выступает за баскетбольный клуб «Брозе» и сборную Германии.

## Достижения

### Сборная Германии
- Бронзовый призёр чемпионата Европы: 2022